# Silke Lichtenhagen
Silke Lichtenhagen (Leverkusen, Alemania, 20 de noviembre de 1973) es una atleta alemana, especializada en la prueba de 4 x 100 m en la que llegó a ser medallista de bronce mundial en 1995.

## Carrera deportiva
En el Mundial de Gotemburgo 1995 ganó la medalla de bronce en los relevos 4 x 100 metros, con un tiempo de 43.01 segundos, llegando a la meta tras Estados Unidos y Jamaica, siendo sus compañeras de equipo: Melanie Paschke, Silke-Beate Knoll y Gabriele Becker.